# Lou Gala
 (juillet 2025).
Motif : page déjà supprimée deux fois, voir Discussion:Lou Gala/Admissibilité.
- Archive Wikiwix
- Bing
- Cairn
- DuckDuckGo
- E. Universalis
- Gallica
- Google
- G. Books
- G. News
- G. Scholar
- Persée
- Qwant
- (zh) Baidu
- (ru) Yandex
- (wd) trouver des œuvres sur Wikidata

| 1. | Préciser le motif de la pose du bandeau. | Précisez le motif de la pose du bandeau en utilisant la syntaxe suivante : {{admissibilité à vérifier\|date=juillet 2025\|motif=remplacez ce texte par le motif}}             |
| 2. | Informer les utilisateurs concernés.     | Pensez à avertir le créateur de l'article, par exemple, en insérant le code ci-dessous sur sa page de discussion : {{subst:avertissement admissibilité à vérifier\|Lou Gala}} |

Lou Gala est actrice française née le 9 novembre 1995 à Paris.

## Biographie

### Jeunesse
Lou Gala est d'origine mexicaine.

### Carrière
Lou Gala fait ses débuts très tôt dans le métier. Elle se forme au Cours Florent et à l'atelier Blanche Salant puis intègre le Conservatoire Erik Satie sous la direction de Daniel Berlioux. Entre ses cours d'art dramatique, ses prestations sur les planches et sa participation à plusieurs courts métrages, la jeune fille obtient des petits rôles dans des films comme 16 ans ou presque et Bis. Sur le petit écran, elle est la fille d'Éric Berger, un médiateur pour causes désespérées dans Le Zèbre, fiction de France 2 qui ne dépassera pas le stade du pilote.
Elle se fait connaître du grand public en 2016 grâce à son rôle dans l'adaptation au cinéma de la bande dessinée Tamara,,.

## Filmographie

### Cinéma
Longs métrages
- 2013 : 16 ans ou presque de Tristan Séguéla : la fille tatouée
- 2015 : Bis de Dominique Farrugia : Stéphanie
- 2016 : Les Vilains de Thibault Turcas et Nicolas Vert : rendez-vous raté, fille anglaise
- 2016 : Tamara de Alexandre Castagnetti : Anaïs
- 2017 : Bad Buzz de Stéphane Kazandjian : lectrice magazine
- 2018 : Les Tuche 3 : Liberté, Égalité, Fraternituche de Olivier Baroux : Vanessa
- 2018 : LOOV (Là où on va) de Jérôme de Gerlache : jeune fille de l'hôpital
- 2020 : Une sirène à Paris de Mathias Malzieu : serveuse de la péniche
- 2022 : Maison de retraite de Thomas Gilou : Justine
- 2022 : Bowling Saturne de Patricia Mazuy : jeune fille bowling

Courts métrages
- 2014 : Mawi Robots Invasion de Masha Vasyukova : Robot girl
- 2015 : Samedi Soir de Stéphanie Murat : Valérie
- 2015 : La Nuit des Silhouettes de Elizabeth Yturbe : la jeune fille
- 2015 : Marine & Wark de Alessandro Brossollet
- 2016 : L'heure où blanchit la campagne de Alexandre Buyukodabas
- 2017 : Rendez-vous au Bowling de Niels Trassoudaine : Lou
- 2017 : L'un pour l'autre de Leo Fontaine
- 2018 : Après Six Heures de Elise Lebargy : Emma
- 2019 : 24'58 on the way to Dulpokanova de Miao Yu : Bettina
- 2020 : En Passant de Yan Gao : la passante
- 2020 : Camille sans contact de Paul Nouhet : Camille
- 2020 : Candice à la fac de François Labarthe : Cynthia
- 2020 : Ailleurs que le Silence de Noëmy Oraison : Elle
- 2021 : Le Loup de Alain Guillerme et Lucas Sensi : Héloïse
- 2024 : Doll#195 de Martin Lloyd et Anja Ramaroson : doll

### Télévision
Séries télévisées
- 2014 : Petits secrets entre voisins : Flora (1 épisode)
- 2015 : La famille Millevoies : Lucie (1 épisode)
- 2017 : Alice Nevers : Charlotte Sagnol (saison 15, épisode 3)
- 2018 : Good Luck, Mister Gorsky : Leona
- 2018 : Les Chamois : Chloé (7 épisodes)
- 2020 : Les Chicons : Kelly
- 2020 : En famille : Thelma
- 2020 - 2023 : Secrets d'Histoire : Camille Claudel, Fanny, La Reine Marie-Thérèse, Louis Collet, Nathalie Micas, Thérèse de Lisieux, Élisabeth Vigée Le Brun
- 2021 : H24 : Lola
- 2023 : Julia de Daniel Goldfarb : Yvette (2 episodes)
- 2024 : Le Décaméron : Neifile

Téléfilms
- 2015 : Le Zèbre: Médiateur pour Causes Désespérées de Frédéric Berthe : Célia
- 2020 : Pourquoi je vis de Laurent Tuel : Leslie Lemarchal

### Clips
- 2015 : Around The Fire de Ofenbach
- 2018 : Longtemps de Amir